# Hotel Pod Zvičinou

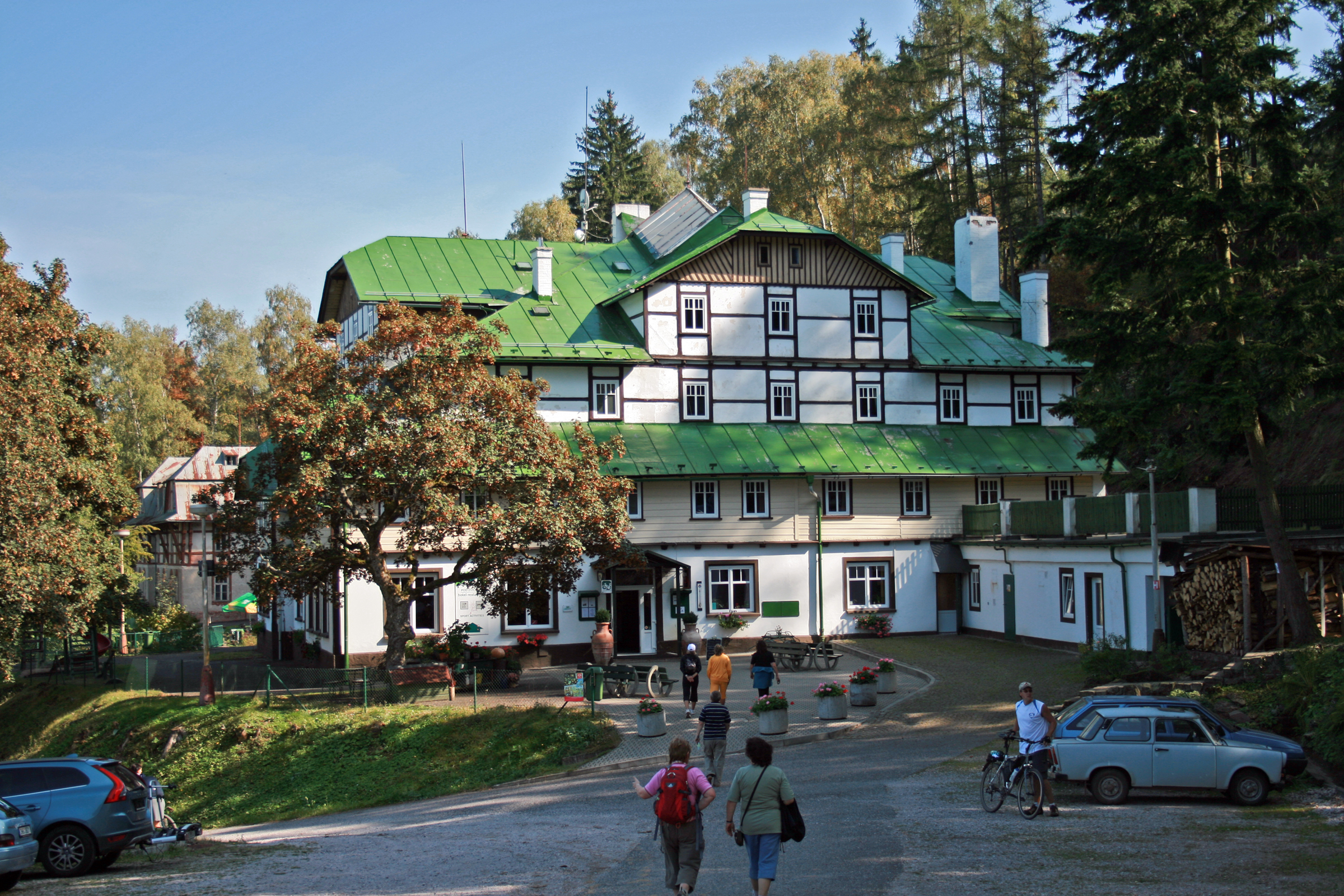
Hotel

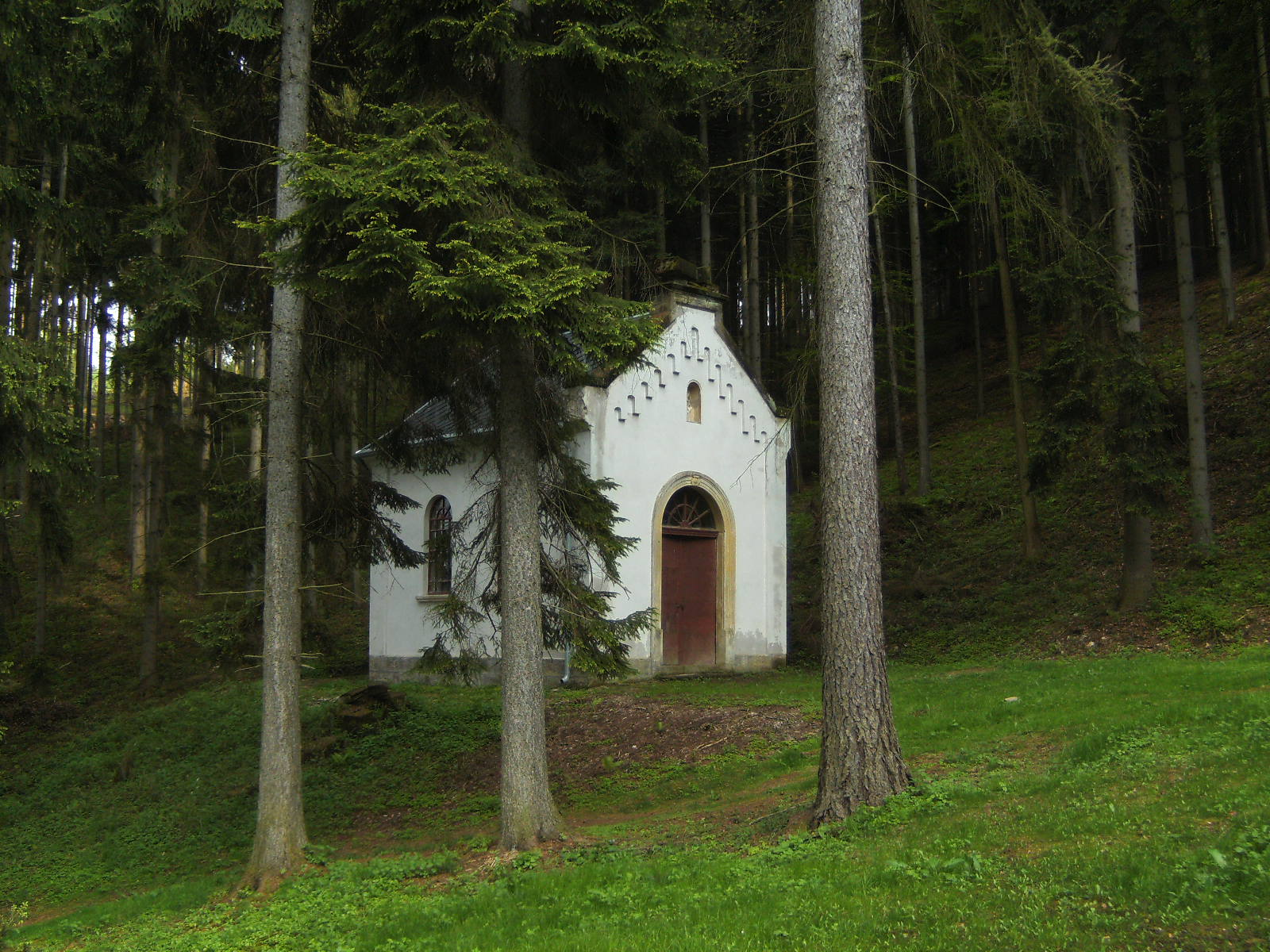
Kapel bij de Mariabron

Hotel Pod Zvičinou is een voormalig kuuroord bij het plaatsje Bílá Třemešná in Tsjechië. Er hoort een bron bij die gewijd is aan Maria. Het hoofdgebouw kwam in 1910 tot stand in de klassieke vakwerkstijl.

## Geschiedenis
In 1866 woedde de Pruisisch-Oostenrijkse Oorlog ter gelegenheid waarvan ook in Bohemen zwaar werd gevochten. In de directe omgeving van de Zvicina, de berg op de flank waarvan de bron zich bevindt, verbleven vele gewonde soldaten. Ze gebruikten het water van de bron ter plekke onder meer om hun wonden te reinigen. De verwondingen genazen zo voorspoedig dat de bron al snel als geneeskrachtig bestempeld werd. Jan Hetfleisch, die beneden in het dorp woonde, zag er na de oorlog een broodwinning in en bouwde een houten kapel boven op de bron met een beeld ter ere van Maria. Zo konden de mensen die de bron bezochten Maria bedanken voor het geneeskrachtige water. Hetfleisch begon bij de bron met de verkoop van dranken en andere versnaperingen. De zaken liepen goed en na enige tijd bouwde hij -met de bruidsschat van zijn vrouw- een herberg met acht kamers. Daar konden bezoekers aan de bron die van ver kwamen ondergebracht worden.

## Kuuroord
In 1910 kwam het huidige hoofdgebouw met dertig kamers en acht badkamers tot stand. Ook verrees er een grote villa. Tussen deze gebouwen is een zestig meter lange verbindingshal die vroeger aan één zijde geopend kon worden. Kuurgasten konden er plaatsnemen om de gezonde berglucht in te ademen. Vandaar uit is ook een indrukwekkend uitzicht op het dal met de Elbe en op de Sneeuwkop, de hoogste berg in het verderop gelegen Reuzengebergte. Na de Eerste Wereldoorlog werd het hotel voorzien van een tennisbaan en een zwembad. In 1928 werd bij de bron een stenen kapel gebouwd.

## Renovatie
Het hoofdgebouw is gerenoveerd nadat er zo'n 70 jaar weinig aan vernieuwd was. Het is zo veel mogelijk in oude staat gehouden. Wel kwamen er enkele moderne bijgebouwen. De tennisbaan en het zwembad zijn nog in gebruik. Sinds 1995 wordt het kuuroord door Nederlanders geëxploiteerd als hotel-restaurant en camping.
Het water voor het gehele hotel en het zwembad komt nog steeds uit de eigen bron.